# Uppsala stadsmission
Uppsala Stadsmission är en ideell förening som bedriver verksamheter för människor i hemlöshet och missbruk, social och ekonomisk utsatthet, våldsutsatthet och ensamhet. Uppsala Stadsmission driver även sociala företag med arbetsträning och rehabilitering.
Uppsala Stadsmission är verksam i Uppsala i Sverige. Ordförande är Erik Eckerdal och direktor var från grundandet 2011 till 2022 Margaretha Svensson Paras. Från 2022 är prästen Maja Hvarfner direktor. Organisationen ingår i Riksföreningen Sveriges Stadsmissioner och är medlem i Giva Sverige.